# Walisische Badmintonmeisterschaft 1968
Die Walisische Badmintonmeisterschaft 1968 fand in Deganwy statt. Es war die 17. Austragung der nationalen Titelkämpfe im Badminton in Wales.

## Titelträger
| Disziplin    | Sieger                          |
| ------------ | ------------------------------- |
| Herreneinzel | G. S. R. Tan                    |
| Dameneinzel  | Angela Dickson                  |
| Herrendoppel | Peter Seaman Howard R. Jennings |
| Damendoppel  | M. Withers Betty Fisher         |
| Mixed        | Peter Seaman Betty Fisher       |